# Issa Djibrilla
Issa Ibrahim Djibrilla (Niamey, 1º gennaio 1996) è un calciatore nigerino, attaccante dello Zirə e della nazionale nigerina.

## Carriera

### Club
Il 26 luglio 2021 viene acquistato a titolo definitivo dalla squadra turca del Keçiörengücü.

### Nazionale
Nel 2020 ha esordito in nazionale.

## Statistiche

### Presenze e reti nei club
Statistiche aggiornate al 2 settembre 2021.
| Stagione        | Squadra         | Campionato      | Campionato | Campionato | Coppe nazionali | Coppe nazionali | Coppe nazionali | Coppe continentali | Coppe continentali | Coppe continentali | Altre coppe | Altre coppe | Altre coppe | Totale | Totale |
| Stagione        | Squadra         | Comp            | Pres       | Reti       | Comp            | Pres            | Reti            | Comp               | Pres               | Reti               | Comp        | Pres        | Reti        | Pres   | Reti   |
| --------------- | --------------- | --------------- | ---------- | ---------- | --------------- | --------------- | --------------- | ------------------ | ------------------ | ------------------ | ----------- | ----------- | ----------- | ------ | ------ |
| 2021-2022       | Keçiörengücü    | 1L              | 2          | 1          | CT              | 0               | 0               |                    | -                  | -                  |             | -           | -           | 2      | 1      |
| Totale carriera | Totale carriera | Totale carriera | 2          | 1          |                 | 0               | 0               |                    | -                  | -                  |             | -           | -           | 2      | 1      |

### Cronologia presenze e reti in nazionale
| Cronologia completa delle presenze e delle reti in nazionale ― Niger | Cronologia completa delle presenze e delle reti in nazionale ― Niger | Cronologia completa delle presenze e delle reti in nazionale ― Niger | Cronologia completa delle presenze e delle reti in nazionale ― Niger | Cronologia completa delle presenze e delle reti in nazionale ― Niger | Cronologia completa delle presenze e delle reti in nazionale ― Niger | Cronologia completa delle presenze e delle reti in nazionale ― Niger | Cronologia completa delle presenze e delle reti in nazionale ― Niger |
| Data                                                                 | Città                                                                | In casa                                                              | Risultato                                                            | Ospiti                                                               | Competizione                                                         | Reti                                                                 | Note                                                                 |
| -------------------------------------------------------------------- | -------------------------------------------------------------------- | -------------------------------------------------------------------- | -------------------------------------------------------------------- | -------------------------------------------------------------------- | -------------------------------------------------------------------- | -------------------------------------------------------------------- | -------------------------------------------------------------------- |
| 10-10-2020                                                           | Niamey                                                               | Niger                                                                | 2 – 0                                                                | Ciad                                                                 | Amichevole                                                           | 1                                                                    | 46’                                                                  |
| 13-10-2020                                                           | Niamey                                                               | Niger                                                                | 1 – 0                                                                | Sierra Leone                                                         | Amichevole                                                           | 1                                                                    | 93’                                                                  |
| 13-11-2020                                                           | Niamey                                                               | Niger                                                                | 1 – 1                                                                | Etiopia                                                              | Qual. Coppa d'Africa 2021                                            | -                                                                    | 32’                                                                  |
| 17-11-2020                                                           | Addis Abeba                                                          | Etiopia                                                              | 3 – 0                                                                | Niger                                                                | Qual. Coppa d'Africa 2021                                            | -                                                                    | 52’                                                                  |
| 17-1-2021                                                            | Douala                                                               | Libia                                                                | 0 – 0                                                                | Niger                                                                | Campionato delle Nazioni Africane 2020 - 1º turno                    | -                                                                    |                                                                      |
| 21-1-2021                                                            | Douala                                                               | Rep. del Congo                                                       | 1 – 1                                                                | Niger                                                                | Campionato delle Nazioni Africane 2020 - 1º turno                    | -                                                                    |                                                                      |
| 25-1-2021                                                            | Yaoundé                                                              | Niger                                                                | 1 – 2                                                                | RD del Congo                                                         | Campionato delle Nazioni Africane 2020 - 1º turno                    | -                                                                    |                                                                      |
| 26-3-2021                                                            | Niamey                                                               | Niger                                                                | 0 – 3                                                                | Costa d'Avorio                                                       | Qual. Coppa d'Africa 2021                                            | -                                                                    | 63’ 76’                                                              |
| 30-3-2021                                                            | Toamasina                                                            | Madagascar                                                           | 0 – 0                                                                | Niger                                                                | Qual. Coppa d'Africa 2021                                            | -                                                                    | 46’                                                                  |
| 2-9-2021                                                             | Marrakech                                                            | Niger                                                                | 0 – 2                                                                | Burkina Faso                                                         | Qual. Mondiali 2022                                                  | -                                                                    | 55’                                                                  |
| Totale                                                               |                                                                      | Presenze                                                             | 10                                                                   |                                                                      | Reti                                                                 | 2                                                                    |                                                                      |